# Hemilissa cornuta
Hemilissa cornuta là một loài bọ cánh cứng trong họ Cerambycidae.